# Abri commémoratif John Muir
L'abri commémoratif John Muir (en anglais John Muir Memorial Shelter) – ou refuge Muir (Muir Hut) – est un refuge de montagne américain dans le comté de Fresno, en Californie. Situé à 3 644 m d'altitude au col Muir, un col de la Sierra Nevada dans le parc national de Kings Canyon, il s'atteint via le John Muir Trail. 
Construit en 1930 par le Sierra Club, ce refuge, dont le nom honore son fondateur John Muir, est inscrit au Registre national des lieux historiques depuis le 15 août 2016.